# Centre pénitentiaire de Châteauroux
Le centre pénitentiaire de Châteauroux, parfois appelé centre pénitentiaire du Craquelin est un établissement pénitentiaire français situé à Châteauroux, dans le département de l'Indre, en région Centre-Val de Loire.

## Histoire
Le centre pénitentiaire a été mis en service en 1991.

## Description
Le centre pénitentiaire dispose d'une capacité d'accueil de 366 places.
Il dispose d'un service médico-psychologique régional (SMPR).

### Centre de détention
Le centre de détention dispose d'une capacité d'accueil de 253 places (225 cellules),.
La population pénale du centre de détention peut être issue de toute la France.

### Maison d'arrêt
La maison d'arrêt dispose d'une capacité d'accueil de 105 places (81 cellules),.
La population pénale de la maison d'arrêt est principalement originaire de l'Indre et des départements limitrophes.

### Quartier de semi-liberté
Le quartier de semi-liberté dispose d'une capacité d'accueil de 10 places (9 cellules),.